# Azerbejdżańskie Centrum Narodowe
Azerbejdżańskie Centrum Narodowe (ros. Азербайджанский Национальный Центр) – emigracyjna organizacja azerbejdżańska w II poł. lat 20. XX wieku
Centrum zostało utworzone w 1924 r. w Stambule. Pełniło rolę azerbejdżańskiego przedstawicielstwa narodowego na uchodźstwie. Miało za zadanie zjednoczyć i koordynować działalność głównych środowisk azerskich emigrantów przeciwko władzy sowieckiej w celu odbudowania niepodległego Azerbejdżanu. Na czele Centrum stanął Ali Mardan bek Topczybaszew. Pozostałymi członkami byli m.in. Mehmed Amin Rasulzade, Chalil bek Chasmamiedow, Akper Aga Szejchulisłamow, Mustafa-bek Wekilow, Mir-Jakub Miechtiejew. Reprezentowali oni przede wszystkim nacjonalistyczny Musawat i islamistyczny Ittihad. Główną rolę odgrywali jednak musawatyści. Krótko po utworzeniu Centrum zainteresowało się ideą konfederacji kaukaskiej wraz z Gruzinami, Ormianami i Góralami kaukaskimi, mającej stanowić zaporę przed Związkiem Sowieckim. Przedstawiciele Centrum pod koniec 1926 r. weszli w skład nowo powstałego Komitetu Niepodległości Kaukazu, głoszącego hasła federacyjne. Silnie zaangażowali się również w tzw. ruchu prometejskim. Rząd Turcji początkowo wspierał działalność Centrum. Jednakże po zawarciu z ZSRR w 1930 r. tajnego porozumienia w sprawie rozwiązania organizacji prowadzących działalność przeciwko jednemu i drugiemu państwu, Centrum zostało zlikwidowane, a część jego członków deportowana.